# Томпсон, Тэйдж
Тэйдж Томпсон (англ. Tage Thompson; род. 30 октября 1997, Финикс) — американский хоккеист, центральный нападающий клуба «Баффало Сейбрз» и сборной США по хоккею. Чемпион мира 2025 года (автор победной шайбы в овертайме в финале против сборной Швейцарии).

## Карьера

### Клубная
На студенческом уровне в течение двух сезонов играл за команду «ЮКонн Хаскиз», которая представляет Коннектикутский университет; по итогам сезона 2015/16 он заработал 32 очка (14+18), став при этом вторым бомбардиром команды и лидером команды по заброшенным шайбам.
На драфте НХЛ в 2016 году был выбран в 1-м раунде под общим 26-м номером клубом «Сент-Луис Блюз». Он продолжил свою карьеру в «Коннектикуте», где также заработал за сезон 32 очка (19+13), став при этом одним из лидеров среди игроков по итогам сезона. 7 марта 2017 года подписал с «Сент-Луисом» трёхлетний контракт новичка и был переведён в фарм-клуб команды «Чикаго Вулвз».
Дебютировал в НХЛ 4 октября 2017 года в матче с «Питтсбург Пингвинз», закончившийся победой «Блюз» в овертайме со счётом 5:4. 20 декабря в матче с «Эдмонтон Ойлерз» забросил свою первую шайбу в НХЛ, а «Эдмонтон» выиграл матч со счётом 3:2.
1 июля 2018 года был обменян в «Баффало Сейбрз» вместе с двумя другими игроками.
5 октября 2020 года подписал новый трёхлетний контракт с «Баффало». Сезон 2021/22 стал прорывным в его карьере, играя в первом звене он заработал за сезон 68 очков (38+30). Он оформил за сезон шесть дублей и один хет-трик. Его первый хет-трик был оформлен 19 февраля 2022 года в матче с «Колорадо Эвеланш», который закончился победой «лавин» со счётом 5:3.
31 августа 2022 года продлил контракт с клубом на семь лет. 31 октября 2022 года набрал 6 очков (3+3) в игре против «Ред Уингз» (8:3). 7 декабря 2022 года в матче с «Коламбус Блю Джекетс» (9:4) забросил 5 шайб и сделал одну передачу, 4 шайбы забил в первом периоде за 11 минут и 8 секунд. Томпсон стал вторым в истории американцем после Марка Павелича в 1983 году, забросившим 5 шайб в одном матче НХЛ. Североамериканцы забрасывали 5 шайб в одном матче последний раз в 1996 году, когда это удалось канадцу Марио Лемьё. 3 января 2023 года сделал хет-трик в ворота «Вашингтона», включая победную шайбу в овертайме (5:4 ОТ). 
23 февраля в матче с «Тампой Бэй Лайтнинг» (6:5ОТ) оформил четвёртый хет-трик за один сезон, повторив достижение Дрю Стаффорда в сезоне 2010/11. По итогам сезона он заработал 94 очка, став вторым игроком «Сейбрз» после Даниэля Бриера, который в сезоне 2006/07 заработал 95 очков.

### Международная
В составе юниорской сборной играл на ЮЧМ-2015, на котором американцы завоевали золотые медали. На турнире заработал 1 очко за голевую передачу.
В составе молодёжной сборной играл на МЧМ-2017, на котором американцы стали чемпионами мира. На турнире заработал 5 очков (1+4).
В составе сборной США играл на ЧМ-2018 и ЧМ-2021, став дважды бронзовым призёром в составе американской команды.
В 2025 году Тэйдж был вызван и играл за основную сборную США на Чемпионате мира 2025, на котором сборная США выиграла золото. В финале против сборной Швейцарии (1:0 ОТ) Томпсон стал автором «золотой шайбы».

## Статистика

### Клубная
| 2013/14     | Айлендерс 16U AAA     | USPHL       | 16  | 17  | 14  | 31  | 8   | —  | — | — | — | — |
| 2014/15     | Юниорская сборная США | USHL        | 25  | 7   | 7   | 14  | 20  | —  | — | — | — | — |
| 2014/15     | Юниорская сборная США | USDP        | 64  | 12  | 14  | 26  | 32  | —  | — | — | — | — |
| 2015/16     | ЮКонн Хаскиз          | HE          | 36  | 14  | 18  | 32  | 12  | —  | — | — | — | — |
| 2016/17     | ЮКонн Хаскиз          | HE          | 34  | 19  | 13  | 32  | 24  | —  | — | — | — | — |
| 2016/17     | Чикаго Вулвз          | AHL         | 16  | 1   | 1   | 2   | 2   | 10 | 2 | 1 | 3 | 4 |
| 2017/18     | Сент-Луис Блюз        | НХЛ         | 41  | 3   | 6   | 9   | 12  | —  | — | — | — | — |
| 2017/18     | Сан-Антонио Рэмпейдж  | AHL         | 30  | 8   | 10  | 18  | 4   | —  | — | — | — | — |
| 2018/19     | Баффало Сейбрз        | НХЛ         | 65  | 7   | 5   | 12  | 20  | —  | — | — | — | — |
| 2018/19     | Рочестер Американс    | AHL         | 8   | 6   | 3   | 9   | 4   | 3  | 2 | 0 | 2 | 2 |
| 2019/20     | Рочестер Американс    | AHL         | 16  | 6   | 6   | 12  | 8   | —  | — | — | — | — |
| 2019/20     | Баффало Сейбрз        | НХЛ         | 1   | 0   | 0   | 0   | 0   | —  | — | — | — | — |
| 2020/21     | Баффало Сейбрз        | НХЛ         | 38  | 8   | 6   | 14  | 17  | —  | — | — | — | — |
| 2021/22     | Баффало Сейбрз        | НХЛ         | 78  | 38  | 30  | 68  | 37  | —  | — | — | — | — |
| 2022–23     | Баффало Сейбрз        | НХЛ         | 78  | 47  | 47  | 94  | 39  | —  | — | — | — | — |
| 2023–24     | Баффало Сейбрз        | НХЛ         | 71  | 29  | 27  | 56  | 43  | —  | — | — | — | — |
| Всего в НХЛ | Всего в НХЛ           | Всего в НХЛ | 372 | 132 | 121 | 253 | 168 | —  | — | — | — | — |

### Международная
| Год                                    | Сборная                                | Турнир                                 | Место                                  |    | И | Г | П | О  | Ш |
| -------------------------------------- | -------------------------------------- | -------------------------------------- | -------------------------------------- | -- | - | - | - | -- | - |
| 2015                                   | США (юн.)                              | ЮЧМ                                    | 1                                      | 7  | 0 | 1 | 1 | 2  |   |
| 2017                                   | США (мол.)                             | МЧМ                                    | 1                                      | 7  | 1 | 4 | 5 | 4  |   |
| 2018                                   | США                                    | ЧМ                                     | 3                                      | 10 | 1 | 2 | 3 | 16 |   |
| 2021                                   | США                                    | ЧМ                                     | 3                                      | 8  | 1 | 4 | 5 | 2  |   |
| Всего на юниорском и молодёжном уровне | Всего на юниорском и молодёжном уровне | Всего на юниорском и молодёжном уровне | Всего на юниорском и молодёжном уровне | 14 | 1 | 5 | 6 | 6  |   |
| Всего на взрослом уровне               | Всего на взрослом уровне               | Всего на взрослом уровне               | Всего на взрослом уровне               | 18 | 2 | 6 | 8 | 18 |   |